# Agamodon compressus
Agamodon compressus är en ödleart som beskrevs av  François Mocquard 1888. Agamodon compressus ingår i släktet Agamodon och familjen masködlor. Inga underarter finns listade i Catalogue of Life.
Arten är bara känd från Somalia. Arten vistas i områden med ganska fuktig jord. Den gräver i marken. I samma revir hittades Agamodon anguliceps. Honor lägger ägg.
Det är inget känt om populationens storlek och möjliga hot. IUCN listar arten med kunskapsbrist (DD).